# Casal Vale Medo
Casal Vale Medo é uma aldeia da freguesia de Lourinhã.